# 桂林师范学院
桂林师范学院（英語：Guilin Normal University）是一所位于中华人民共和国广西壮族自治区桂林市的市属全日制公办普通高等院校，其前身广西省立桂林师范学校创建于1938年。

## 历史沿革

### 桂林市教育学院
桂林地区教育学院
- 1938年8月，广西省立桂林师范学校成立，位于临桂县两江镇大岭心村（现桂林市临桂区两江中学）。[1]

- 1949年，桂林师范学校停办。[2]

- 1950年，桂林师范学校复建，同时将桂林女子师范学校并入桂林师范学校，并接收疏散到桂林的南京励志中学。[1]

- 1954年2月，桂林师范学校迁址桂林市区榕湖畔（桂林市信义路21号的信义校区）。[1]

- 1983年4月，桂林师范学校改名为桂林地区教师进修学院。[1]

- 1988年3月，桂林地区教师进修学院改名为桂林地区教育学院。[1]

原桂林市教育学院
- 1977年12月，桂林市教师进修学校成立。

- 1983年，桂林市教师进修学校改名为桂林市教师进修学院。[3]

- 1984年7月，桂林市教师进修学院改名为桂林市教育学院。[3]

新桂林市教育学院
- 1998年12月28日，地市合并，桂林地区教育学院与桂林市教育学院合并组建新的桂林市教育学院。[1]

### 桂林市师范学校
- 1965年，桂林市师范学校成立。

### 桂林师范高等专科学校
- 2000年9月，经教育部批准，桂林市教育学院与桂林市师范学校合并为桂林师范高等专科学校，原两校校址分别成为信义校区、甲山校区。[4][1]

- 2010年1月，桂林师范高等专科学校在桂林市临桂县临桂镇筹建临桂新校区。[1]

- 2014年，桂林市经济管理干部中等专业学校划归桂林师范高等专科学校管理并设置东环校区。[5]

- 2017年，桂林师范高等专科学校临桂校区一期完工，首批院系及学生入住临桂校区。[1]

- 2018年，桂林师范高等专科学校信义校区及甲山校区的剩余院系和学生全部迁入临桂校区，临桂校区成为学校唯一的办学所在地。[1]

- 2018年12月，经桂林市政府批准，桂林市经济管理干部中等专业学校脱离桂林师范高等专科学校并参与合并组建桂林市机电职业技术学校，桂林市经济管理干部中等专业学校原校址（桂林师范高等专科学校东环校区）改为桂林市第十八中学初中部东环校区。[6]

### 桂林师范学院
- 2025年2月21日，经教育部批准，桂林师范高等专科学校升格并改名为桂林师范学院，首批获批小学教育、学前教育、科学教育、音乐学、美术学等5个普通本科专业。[7]

## 机构设置

### 院系、学部
- 中文系
- 经济与管理系
- 外语与旅游系
- 数学与计算机技术系
- 物理与工程技术系
- 化学与药学技术系
- 音乐系
- 美术系
- 教育系
- 马克思主义学院
- 体育教学部

### 附属学校
截止2025年8月，桂林师范学院设置附属小学、实验幼儿园各1所。
- 桂林师范学院附属崇文小学：学校是桂林师范学院与桂林市临桂区人民政府合作举办的公办学校，也是唯一一所附属小学。[9]

- 桂林师范学院实验幼儿园

## 校区简介
截至2025年8月，桂林师范学院设有唯一校区——临桂校区，校园占地面积1145.76亩，校舍总建筑面积40.74万平方米。原信义校区与甲山校区总占地面积约430亩，现均已转作他用。

### 临桂校区
桂林师范学院临桂校区位于广西桂林市临桂区飞虎路9号，是学校的新校区和主校区，该校区筹建于2010年，2017年首批院系及学生入住，2018年信义校区及甲山校区全部院系和学生全部入住该校区。

### 信义校区
桂林师范学院信义校区位于广西桂林市秀峰区信义路21号，占地面积35719.43平方米（约54亩），曾长期作为学校的主校区和注册地址,是合并前的桂林市教育学院所在地，该校区现已出售用于房地产开发。

### 甲山校区
桂林师范学院甲山校区位于广西桂林市秀峰区文采路9号，占地380亩，是合并前的桂林市师范学校所在地，该校区目前已作为榕湖小学的桃江分校使用。

## 图集

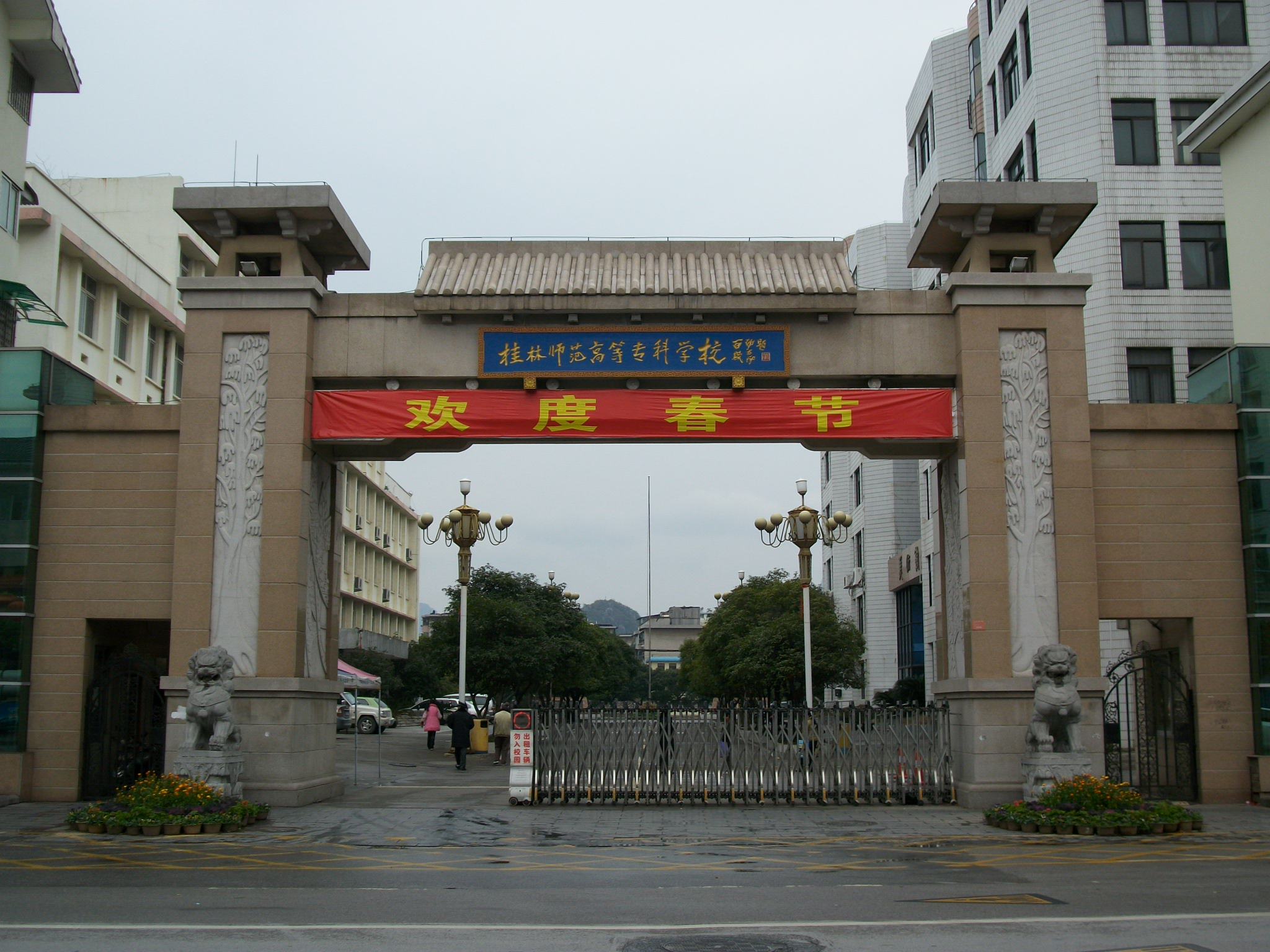
桂林师范高等专科学校原信义校区校门